# Fajjúmská kultura

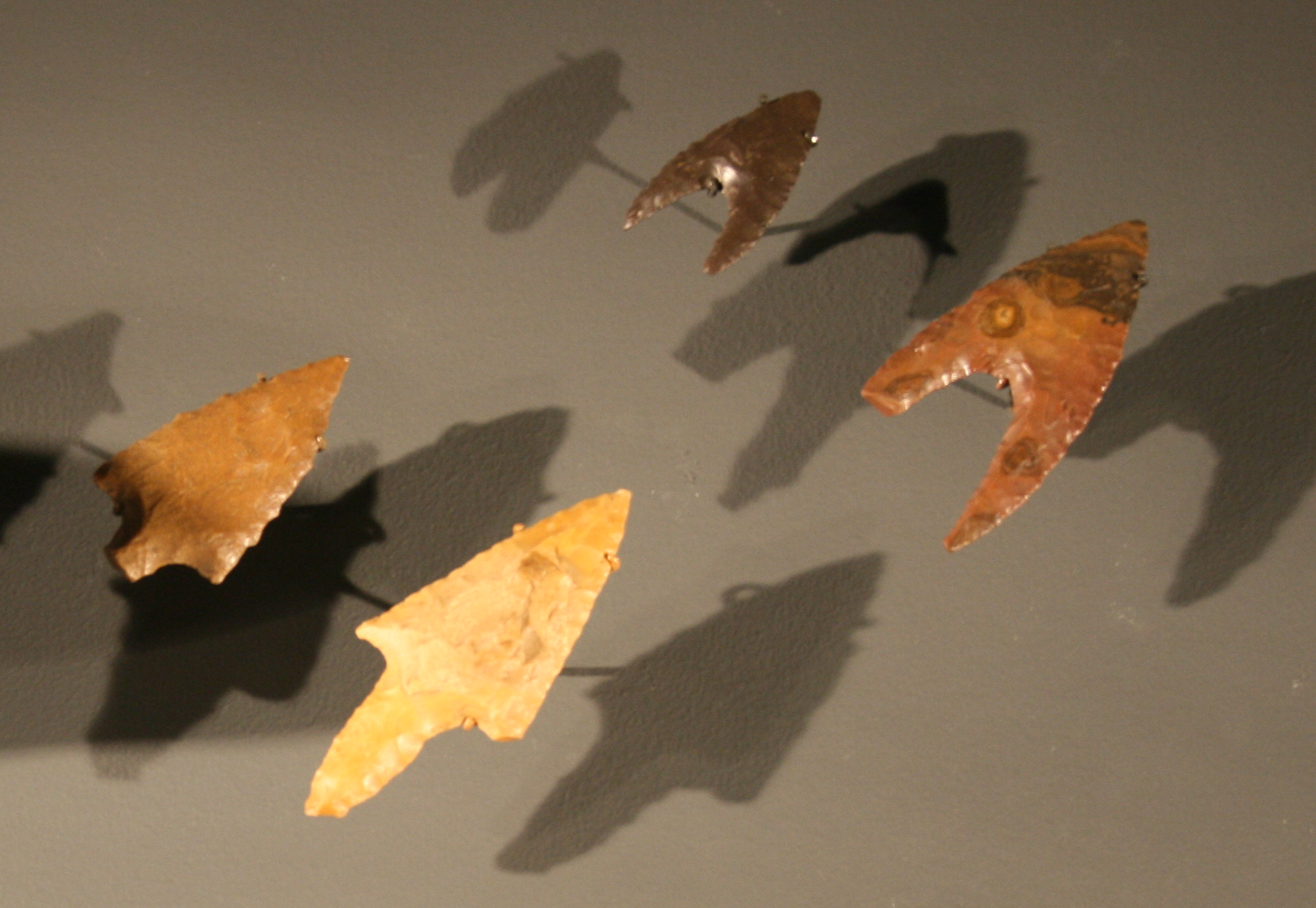
Hroty šípů Al Fayum

Fajjúmská kultura je kultura, která se rozvinula v okolí původního jezera Fajjúm (dnes oáza Fajjúm) ve starověkém Egyptě v období 5 450 – 4 400 př. n. l. Byla zde nalezena skupina do země zapuštěných sil na obilí, která je důkazem, že se zde poprvé v Egyptě stalo hlavním zdrojem obživy zemědělství. Tato kultura se nazývá též Fajjúm A. Podle podobnosti nástrojů se předpokládá, že Fajjúmská kultura se vyvinula z karunienu (nazývána také kulturou Fajjúm B). Později ovlivnila Merimdskou kulturu.

## Keramika a další výrobky
Keramika je jednoduchých tvarů a má hrubý povrch. Po vypálení byl její povrch leštěn a zdoben tenkou červenou vrstvou, ale bez žádného vzoru. Byly nalezeny kosmetické palety z núbijského dioritu, korálky ze zeleného živce a lastury z pobřeží Středozemního a Rudého moře. Tyto nálezy vedou k domněnce, že mohly být navázány kontakty se vzdálenými místy. Měděné nástroje nebyly nalezeny.

## Hospodářství
Chovaly se ovce, kozy a prasata. Pěstoval se šestiřadý ječmen a špalda, pravděpodobně také len. Posledním zdrojem potravy byl rybolov.
Protože sila byla uspořádány ve skupinách, domnívají se archeologové, že zemědělské produkty byly vlastnictví celého sídliště. Jedna skupina byla ze 109 sil o průměru 30–150 cm a hloubce 30 – 90 cm, což vytvářelo velký skladovací objem.

## Následující kultura
Z Fajjúmské kultury, Merimdské kultury a kultury el-Omari vznikla pravděpodobně kultura Maadí. Tato kultura byla ovlivněna též kulturami Předního východu a později kulturou Nakáda I.